# TCP Offload Engine
TCP Offload Engine oder TCP/IP Offload Engine (TOE) ist eine Technik, die bei Netzwerkkarten Verwendung findet, mit dem Ziel, den Hauptprozessor (CPU) von rechenintensiven Aufgaben des Protokollstacks des TCP/IP (TCP/IP-Stack) zu entlasten. Hierzu gehört beispielsweise die Berechnung von Prüfsummen. Von einem „Full Offload“ spricht man, wenn auch das Verbindungsmanagement durch die TOE vorgenommen wird.
Eine derartige Entlastung des Hauptprozessors fällt vor allem bei schnellen Verbindungen ins Gewicht, beispielsweise Gigabit-Ethernet oder 10-Gigabit/s-Ethernet.